# La grande zolla
La grande zolla (titolo in tedesco: Das große Rasenstück) è un acquarello e guazzo di Albrecht Dürer, datato 1503 e conservato all'Albertina di Vienna. Il disegno è considerato, insieme a Il leprotto (sempre al Museo Albertina), uno dei capolavori degli studi realistici della natura realizzati da Dürer. A volte è stato anche considerato una delle origini del genere della natura morta. 
L'opera fu realizzata nel suo laboratorio di Norimberga nel 1503. Si tratta di uno studio di un gruppo apparentemente disordinato di piante selvatiche, tra cui il tarassaco e la piantaggine maggiore. L'opera è considerata uno dei capolavori degli studi realistici sulla natura di Dürer.
L'acquerello mostra un grande pezzo di tappeto erboso e poco altro. Vi si possono riconoscere diverse graminee (Poa pratensis, Agrostis), la pratolina, il tarassaco, la piantaggine. 
Il dipinto mostra un grande livello di realismo nella rappresentazione degli oggetti naturali. Alcune delle radici sono state spogliate della terra per essere mostrate chiaramente. La raffigurazione delle radici non è inusuale anche in altre opere di Dürer, come Il cavaliere, la morte e il diavolo (1513). La vegetazione termina sul lato destro del pannello, mentre a sinistra sembra proseguire all'infinito. Lo sfondo è lasciato vuoto, a destra si può anche vedere una linea netta dove finisce la vegetazione.